# اویدیو پتره
اویدیو پتره (انگلیسی: Ovidiu Petre؛ زادهٔ ۲۲ مارس ۱۹۸۲) بازیکن فوتبال اهل رومانی است.
از باشگاه‌هایی که در آن بازی کرده‌است می‌توان به باشگاه فوتبال استوا بخارست، باشگاه فوتبال گالاتاسرای، باشگاه فوتبال النصر عربستان سعودی و باشگاه فوتبال مودنا اشاره کرد.
وی همچنین در تیم‌های ملی فوتبال زیر ۲۱ سال رومانی و رومانی بازی کرده‌است.